# Preservation Act 1
Albums de The Kinks
Muswell Hillbillies
(1971) Preservation Act 2
(1974)
Preservation Act 1 est un album des Kinks sorti en 1973.

## Histoire
Preservation Act 1 constitue la première partie d'un vaste opéra-rock intitulé Preservation. Sa suite, le double album Preservation Act 2, sort l'année suivante. À l'origine, seul le double album était censé paraître ; cet Act 1 est conçu a posteriori comme un prologue permettant d'introduire le cadre et les personnages de l'histoire.

## Titres
Toutes les chansons sont de Ray Davies.

### Face 1
1. Morning Song – 2:00
2. Daylight – 3:19
3. Sweet Lady Genevieve – 3:26
4. There's a Change in the Weather – 2:59
5. Where Are They Now? – 3:28
6. One of the Survivors – 4:31

### Face 2
1. Cricket – 2:56
2. Money & Corruption / I Am Your Man – 6:01
3. Here Comes Flash – 2:41
4. Sitting in the Midday Sun – 3:47
5. Demolition – 4:07

### Titres bonus
La réédition CD de 1998 inclut deux titres bonus :
1. Preservation – 3:37
2. One of the Survivors (Single Edit) – 4:07

Preservation est ajoutée au début de l'album et non à la fin.

## Musiciens
- Ray Davies : chant, guitare, harmonica
- Dave Davies : guitare, chant
- John Dalton : basse
- John Gosling : claviers
- Mick Avory : batterie
- Alan Holmes : cuivres
- Laurie Brown : cuivres
- John Beecham : cuivres